# 旧坂別邸
旧坂別邸（きゅうばんべってい）は、北海道小樽市にあった邸宅である。1927年に田上義也の設計により建設された洋風の別荘で、小樽市指定歴史的建造物に指定されていたが、2007年に失火により焼失した。

## 歴史
1927年（昭和2年）、炭鉱主であった坂家の別邸として建てられた。設計者は、北海道を拠点に活動していた田上義也。石狩湾を望む崖上に立地する洋風の別荘であった。木造2階建・約200m2で、完成時はピンク色の壁に赤屋根を載せる姿であり、「赤別荘」との別名でも呼ばれた。
1994年に小樽市指定歴史的建造物に指定された。1995年に映画『Love Letter』のロケ地となり、観光地ともなっていた。
住居として使用されていたが、2007年5月26日に失火によりほぼ全焼。歴史的建造物指定は解除された。

## ロケ地としての利用
映画『Love Letter』（1995年、岩井俊二監督）で中山美穂が演じるヒロインの自宅ロケ地となったことで知られる。またテレビ朝日の開局45周年記念スペシャルドラマとして、2004年11月17日から21日にかけて5夜連続で放送された「弟」では、石原裕次郎が幼少期に住んでいた家として使われた。